# Anders Dahl-Nielsen
Anders Dahl-Nielsen, danski rokometaš, * 27. januar 1951, Aarhus.
V sestavi danske rokometne reprezentance se je udeležil: poletnih olimpijskih iger leta 1976 (8. mesto), leta 1980 (9. mesto) in leta 1984 (4. mesto). 